# 田中伸弥
田中 伸弥（たなか しんや、1996年2月15日 - ）は、日本の元ラグビー選手。

## プロフィール
- 大阪府出身[1]。
- 現役時代のポジションはフランカー(FL)。
- 身長 174 cm、体重 96 kg
- 実兄はジャパンラグビーリーグワンのディビジョン1 花園近鉄ライナーズに所属する田中健太選手

## 略歴
2015年、大阪桐蔭高校卒業後、近畿大学に入る。4年生の時にガンを発症。
2019年、近畿大学卒業後、三菱重工相模原ダイナボアーズに加入。
2024年、5年在籍した三菱重工相模原ダイナボアーズ退団を発表。ジャパンラグビーリーグワン23-24 第16節 花園近鉄ライナーズ戦にてリザーブでメンバー入り。兄の田中健太との兄弟対決で初出場を果たした。
2024年5月、現役を引退した。

## エピソード
21歳の時、ガンと宣告されたが抗がん剤と手術で治した。